# Luca (evangelista)
Luca (in greco antico: Λουκάς?, Lukás; Antiochia di Siria, 9 circa – Tebe, 93 circa) è tradizionalmente considerato l'autore del Vangelo secondo Luca e degli Atti degli Apostoli, il terzo ed il quinto libro del Nuovo Testamento. È venerato come santo da tutte le Chiese cristiane che ne ammettono il culto.

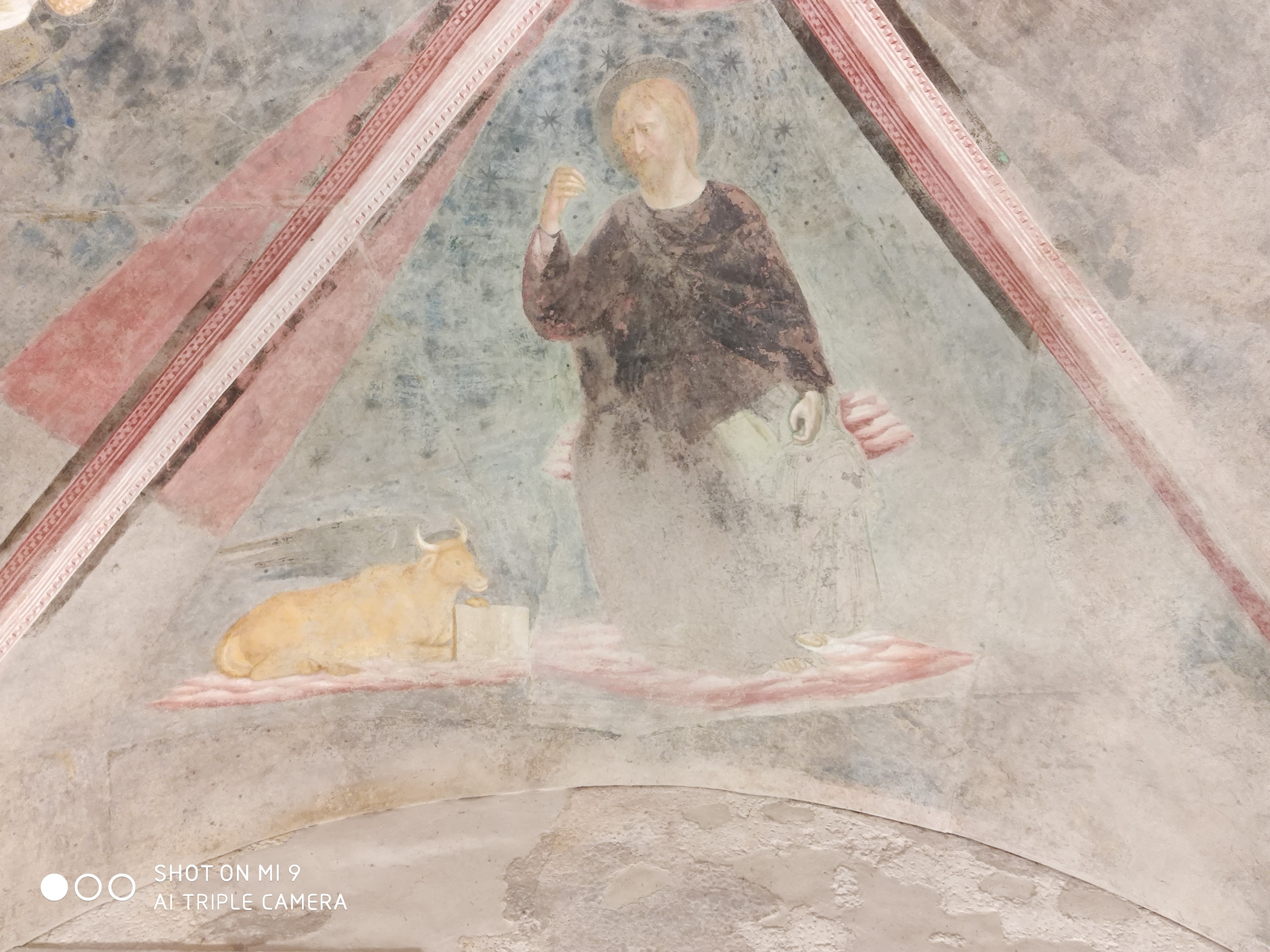
San Luca Evangelista a fianco di un bue (animale sacrificale). Il bue è il simbolo con il quale a volte viene rappresentato nell'iconografia religiosa. Affresco di Masolino da Panicale 1435 Battistero di Castiglione Olona (Varese)

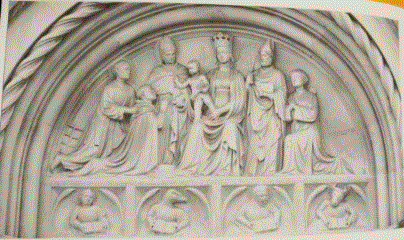
Lunetta del Portale di ingresso della Collegiata di Castiglione Olona. Nel fregio in basso i simboli dei 4 Evangelisti. 1428. Il primo a destra (bue, animale sacrificale) è il simbolo di San Luca Evangelista

Il suo emblema è il toro: l'attribuzione ha diverse interpretazioni e tradizioni; secondo San Girolamo e il vescovo Vittorino di Petovio (+304) si deve al fatto che nel suo Vangelo introduce come primo personaggio Zaccaria, padre del Battista. Costui, essendo sacerdote del tempio, offriva sacrifici di tori.

## Biografia
Le fonti relative al personaggio di Luca sono principalmente tratte dalle tradizioni del secolo successivo a quello in cui sarebbe vissuto e, come osserva il Nuovo Grande Commentario Biblico, "le prime attribuzioni del terzo vangelo e degli Atti a Luca, antiocheno e compagno di Paolo, si hanno in scritti della seconda metà del secolo II" e "tra le informazioni che non possono essere dedotte dal NT [vi sono:] l'autore fu Luca, un siro di Antiochia, che compose un vangelo derivato da Paolo, scrisse nell'Acaia (o a Roma o in Bitinia)". Anche le informazioni ottenute dal Nuovo Testamento sono ritenute dubbie da molti critici, anche cristiani. Ad esempio, il Commentario citato ritiene che "l'interpretazione dei tratti che distinguono il Paolo lucano è difficilmente conciliabile con l'ammissione che il libro degli Atti sia stato scritto da un compagno di Paolo" e "il fatto che Luca stesso sia storicamente distante da Paolo è suffragato fortemente da numerosi fattori che mancano nel ritratto che egli ne fa: non conosce affatto le sue lettere, né l'immagine ampiamente emergente dalle lettere, di un Paolo motivo di controversia nella chiesa né alcuna differenza, o quasi, tra la missione di Paolo e quella, p. es., di Pietro, o di Stefano, o di Filippo. Luca è lo storico che riassume e dà contorni al passato; non è, in nessuno dei due suoi libri, un attore della storia che ci narra". Anche l'interconfessionale Bibbia TOB solleva dubbi in merito: "La concordanza del pensiero degli Atti con quello delle lettere di Paolo resta perlomeno problematica in certi punti, per di più importanti, come, per esempio, la nozione di apostolato oppure il ruolo della legge. Similmente, certe affermazioni e certi silenzi degli Atti risultano veramente sorprendenti: come può, ad esempio, un compagno di Paolo, che di solito si mostra così interessato al problema della conversione dei pagani, non parlare della crisi dei Galati? Questi problemi sono reali"; Raymond Brown, in relazione alla teoria che Luca fosse il compagno di viaggio di Paolo, osserva inoltre che "questa identificazione è ora ampiamente messa in discussione a causa delle inesattezze dell'autore circa la carriera di Paolo (Gal1:16-17 e Atti 9:19-29) e delle differenze dal pensiero di Paolo come lo conosciamo dalle Epistole Paoline". 
Anche della presunta professione di medico di Luca non vi è prova, anche perché in merito al linguaggio usato "studi successivi hanno provato che il linguaggio di Luca non è più tecnico di altri autori dei quali sappiamo che non erano medici".
Secondo la tradizione cristiana, Luca era nato ad Antiochia di Siria da una famiglia pagana, ed esercitava la professione di medico; ad Antiochia aveva conosciuto Paolo di Tarso, qui condotto da Barnaba per formare alla fede la nuova comunità composta da ebrei e pagani convertiti al cristianesimo. Luca divenne discepolo degli apostoli e Paolo lo cita in alcune sue lettere, chiamandolo "compagno di lavoro" (nella Lettera a Filemone, 24), nella Lettera ai Colossesi 4,14 viene indicato come "caro medico" (l'attribuzione di quest'ultima lettera è però dibattuta e potrebbe essere stata redatta non da Paolo ma in ambienti a lui molto vicini). Mentre in carcere attende il supplizio, Paolo scrive a Timoteo che tutti ormai lo hanno abbandonato, eccetto uno: "solo Luca è con me" (4,11). E questa, secondo la tradizione, è l'ultima notizia certa dell'evangelista.
Luca possiede una buona cultura, lo si vede dal suo greco fluente ed elegante, dalla sua ottima conoscenza della Bibbia scritta in greco, detta dei "Settanta", e infine da come, di tanto in tanto, affiorano punti di contatto con il modo di scrivere degli storici greci del suo tempo (specialmente nella capacità di costruire discorsi verosimili, convincenti e diversificati in bocca a vari personaggi, soprattutto negli Atti). Il Vangelo che gli viene attribuito, scritto probabilmente tra il 70-80 d.C., è dedicato a un certo Teòfilo (probabilmente un eminente cristiano o, essendo apostrofato nel prologo dello stesso con qualcosa come «eccellentissimo», il suddetto titolo fa pensare presumibilmente a un personaggio dell'amministrazione imperiale); in ciò Luca segue l'uso degli scrittori classici, che appunto erano soliti dedicare le loro opere a personaggi illustri. Altra ipotesi è che egli intendesse dedicare il proprio vangelo a chi ama Dio (Teofilo = amante di Dio).
Ad ogni modo che il personaggio sia reale o fittizio, dal punto di vista letterario la cosa non è importante; la dedica infatti testimonia soprattutto la maggiore coscienza da parte dell'autore rispetto agli altri evangelisti nella volontà di fondare un'opera letteraria e storica, come dimostrano i tentativi di situare cronologicamente i fatti narrati. Con tali ambizioni storiografiche, i testi di Luca segnano un salto di qualità nello stile rispetto all'opera di Marco.
Autorevoli studiosi ritengono che i vangeli, incluso il Vangelo secondo Luca, non sarebbero stati scritti dagli evangelisti a cui sono attribuiti per tradizione; ad esempio, Raymond Brown - insieme ad altri studiosi, come l'esegeta John Dominic Crossan, tra i cofondatori del Jesus Seminar, e lo storico e biblista Bart Ehrman - ritiene che i vangeli canonici sarebbero di autori ignoti e sottolinea altresì che tali autori non sarebbero stati neppure testimoni oculari, cosa che per il Vangelo secondo Luca si evince anche dalle stesse affermazioni dell'autore (Lc1,2). 
 Gli studiosi fanno, inoltre, rilevare come Luca non dimostri conoscenza storico-geografica della Palestina di cui scriveva e lo studioso biblico Raymond Brown - nel sottolineare le incongruenze storiche lucane, per la Nascita di Gesù, in merito alla narrazione del censimento, che "è dubbia su quasi ogni punto, nonostante gli elaborati tentativi degli studiosi per difendere l'accuratezza lucana" - rileva altresì che "uno studio del Vangelo di Luca e degli Atti mostra che Luca aveva delle carenze come storico; per esempio in Atti 5:36 indica Gamaliele, a metà degli anni '30, riferirsi col passato alla rivolta di Teuda che non si è verificata fino ai '40, e poi Luca genera ulteriore confusione facendo riferire a Gamaliele della rivolta guidata da Giuda il Galileo (AD 6) come se venisse dopo la rivolta di Teuda!"; anche in merito ai riti della purificazione tale studioso - così come anche Rudolf Bultmann - osserva come Luca non sia stato storicamente corretto e conclude, in merito a tale purificazione, "perché non ammettere semplicemente che Luca si confuse su questo punto, come nel censimento? Io ritengo tali inesattezze essere una prova del fatto che Luca non era cresciuto nell'ebraismo o in Palestina". Anche geograficamente il Vangelo secondo Luca presenta delle lacune come ad esempio in Lc17,11, che riporta come Gesù scendendo verso Gerusalemme (che è in Giudea) attraversa prima la Samaria e poi la Galilea mentre invece si deve attraversare prima la Galilea e solo dopo la Samaria, oppure in Lc4,28-30, dove si descrive Nazaret situata su un monte mentre in realtà è in zona pianeggiante e con dislivelli di scarsa pendenza. La Bibbia TOB sottolinea, in merito, come spesso l'autore del Vangelo secondo Luca dimostri una "mancanza di familiarità con la geografia della Palestina e con diversi usi di questo paese" e, nei resoconti sulla vita di Gesù, "talvolta rivela una profonda indifferenza per la loro cronologia (4,16-30; 5,1-11; 24,51) o per la loro collocazione topografica (10,13-15; 13,34-35; 24,36-49)".
È l'unico evangelista non ebreo. Il suo emblema è il toro, ovvero il vitello o il bue, simbolo di mansuetudine (per il suo intimo soffermarsi sulle vicende di Maria e dell'infanzia di Gesù secondo varie tradizioni e interpretazioni). Il simbolo è comunque tratto dal Libro di Ezechiele.

## Le reliquie

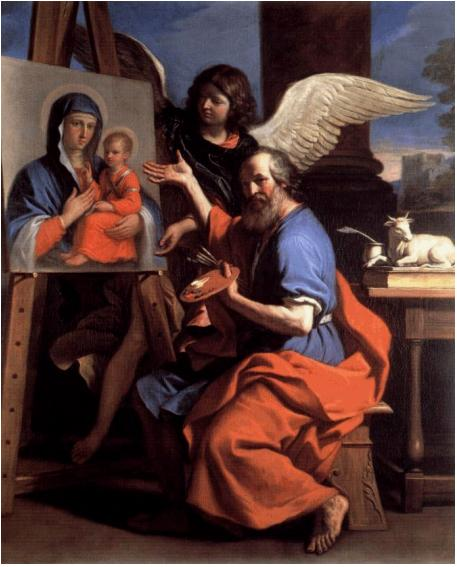
San Luca Evangelista, dipinto del Guercino

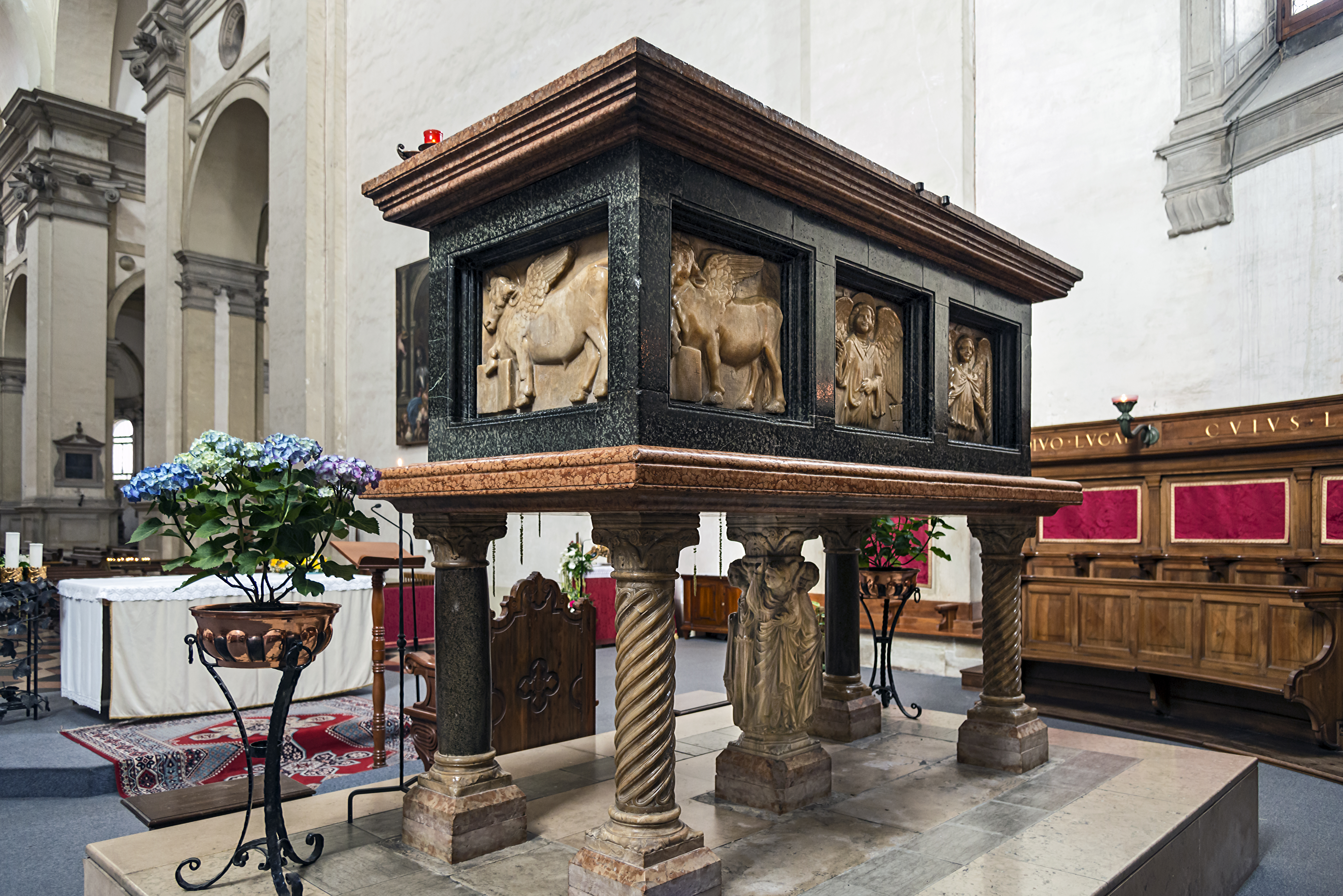
Arca contenente le reliquie di San Luca, basilica di Santa Giustina, Padova

Secondo san Girolamo, le ossa di san Luca furono trasportate a Costantinopoli nella famosa basilica dei Santi Apostoli dopo la metà del IV secolo; le sue spoglie giunsero poi a Padova, dove tuttora si trovano nella basilica di Santa Giustina. L'abate del monastero Domenico e il vescovo di Padova Gerardo Offreducci assieme a papa Alessandro III si ritrovarono per certificare che il corpo fosse effettivamente del santo evangelista. La stessa fonte infatti racconta che la sua reliquia giunse fino a Padova assieme a quella di san Mattia al tempo dell'imperatore romano Flavio Claudio Giuliano (361-363); altri scritti invece datano il trasferimento al secolo VIII durante una persecuzione iconoclastica. Stando a dei documenti che si trovano a Padova, la testa del santo fu portata a Cremona, dove esiste appunto un reliquiario contenente il cranio del santo nella Chiesa di San Luca (Cremona) officiata dai padri barnabiti.
Una parte del suo cranio fu traslata dalla basilica di Santa Giustina alla cattedrale di San Vito a Praga nel XIV secolo per volontà di Carlo IV di Lussemburgo, allora re di Boemia.
Una costola del corpo del santo è stata donata il 17 settembre 2000 al metropolita Hieronymos della Chiesa greco-ortodossa di Tebe.
Esiste un'altra reliquia della testa nel Museo Storico Artistico "Tesoro" nella basilica di San Pietro in Vaticano.

## Ricorrenze

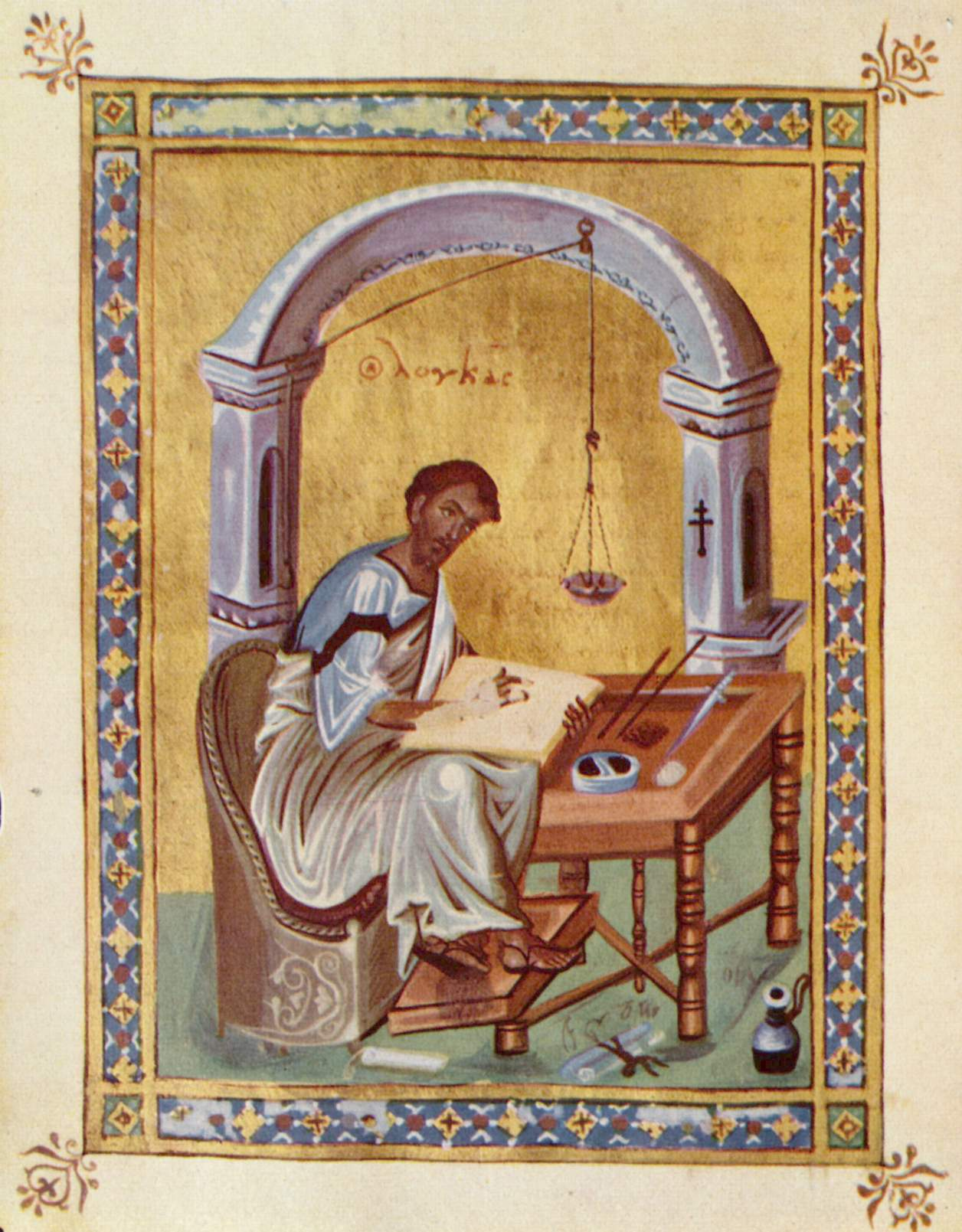
L'evangelista Luca in un manoscritto bizantino del X secolo

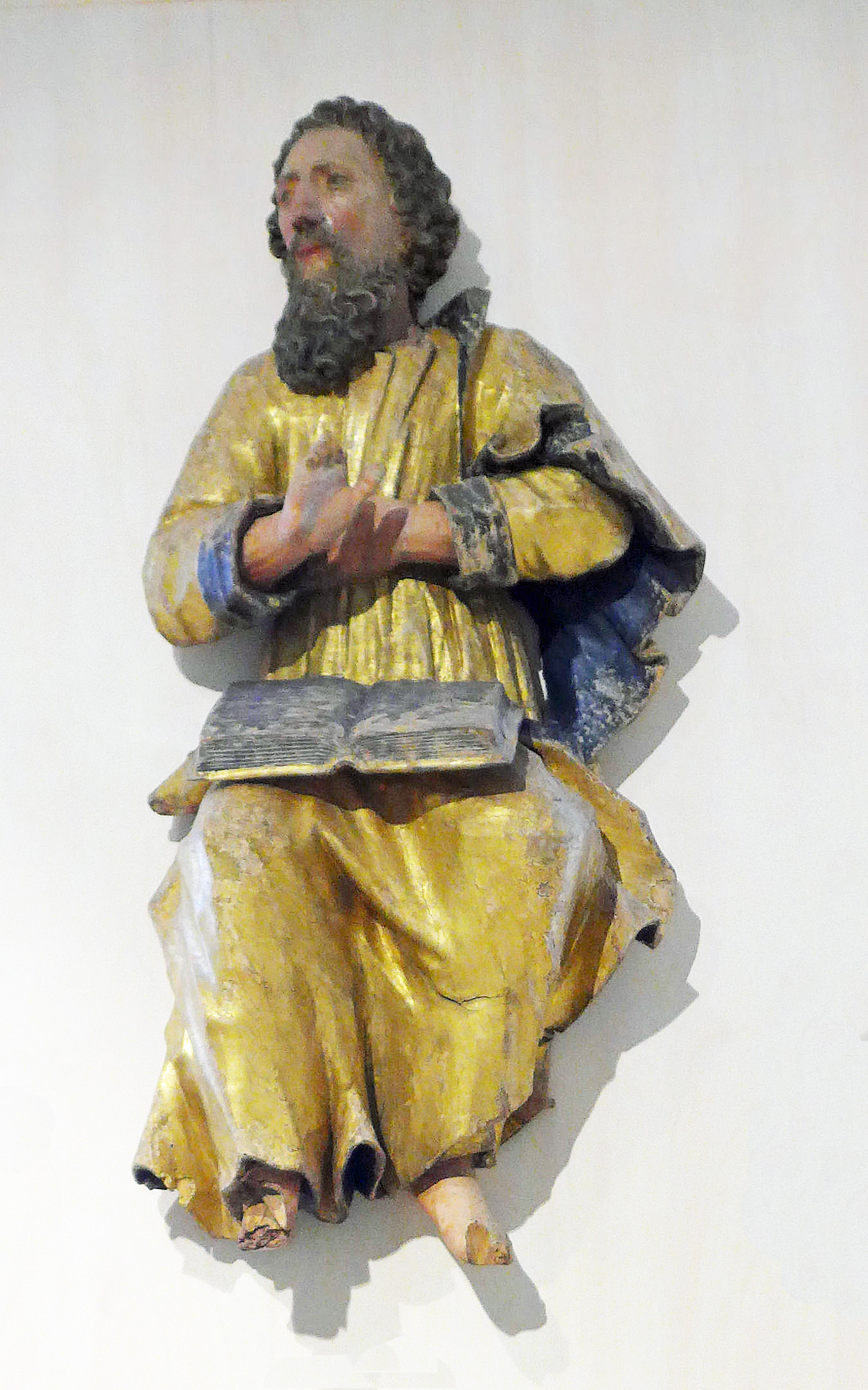
San Luca evangelista, scultura veneziana, XV secolo, MAST Castel Goffredo.

Le chiese cattolica, anglicana e luterana
commemorano l'evangelista Luca il 18 ottobre.
La Chiesa ortodossa lo commemora con diversi giorni di festa. Sono festività fisse:
- il 4 gennaio, ricorrenza dei Settanta discepoli;
- il 22 aprile, festa degli apostoli Natanaele, Luca evangelista, Clemente di Roma e Apelle di Heraklion[31]
- Il 18 ottobre - Festa dell'apostolo ed evangelista Luca[31]

La Chiesa ortodossa copta commemora il martirio di Luca il 22 del mese di Paopi.

## Patronati
Tradizionalmente viene considerato dai cristiani anche patrono degli artisti, in modo particolare dei pittori; il primo iconografo che dipinse quadri di Maria, di San Pietro e San Paolo. Nel mondo esistono infatti diverse raffigurazioni a lui attribuite. Una di queste si trova proprio sopra le sue spoglie a Padova e rappresenta la Madonna Hodighitria ("che indica la via"); dipinto restaurato nel 1960.
Luca è il santo patrono, oltre che degli artisti (pittori, scultori, orafi, vetrai), anche di medici e chirurghi, di archivisti e notai. 
San Luca è il patrono dei seguenti comuni italiani:
- Capena (RM)
- Castel Goffredo (MN) compatrono[37]
- Impruneta (FI)
- Motta d'Affermo (ME)
- Praiano (SA)
- San Luca (RC)
- Casalino di Casalfiumanese (BO)

## Nella cultura di massa
La figura di Luca Evangelista ha ispirato il romanzo biografico Una stella su Antiochia (Dear and Glorious Physician) di Taylor Caldwell, pubblicato nel 1958 e Theophilos, (Theophilos, 2009), di Michael D. O'Brien; l'opera di Luca come scrittore è alla base del saggio Il Regno (Le Royaume) di Emmanuel Carrère, uscito nel 2014.